# Jean-Jacques Huvé
Pour les articles homonymes, voir Huvé.
Jean-Jacques Huvé est un architecte français né le 22 juin 1742 à Boinvilliers (Yvelines) et mort le 24 mai 1808 à Versailles (Yvelines).

## Biographie
Jean-Jacques Huvé était l'aîné des neuf enfants de Jean Huvé (1707-1785), procureur fiscal et commis du fermier général puis Garde du Trésor royal Charles Savalette et de Catherine Delaire (1714-1786). En 1746, son père devint notaire et intendant de Charles Savalette et la famille Huvé s'installa à Magnanville, dans le Mantois (actuel département des Yvelines), où le financier avait son château.

### Années de formation et d'apprentissage
Le début de sa carrière fut lié à la protection d'une riche famille de financiers, les Savalette, qui employaient Jean Huvé dans leur château de Magnanville près de Mantes. Ils permirent à Jean-Jacques Huvé de développer son talent pour le dessin en étudiant à l'École des arts de Blondel, qu'il suivit en 1763 lorsqu'il devint professeur à l'Académie royale d'architecture. Rétrospectivement, l’architecte a minoré l’influence de Blondel, dont il a dénoncé le conservatisme, et mis en avant l’enseignement de son adjoint Julien-David Le Roy, l'un des promoteurs du goût « à la grecque ».
Dès 1762, Huvé avait commencé à s'employer sur les chantiers d'architectes confirmés pour parfaire son apprentissage. Il travailla pour Samson‑Nicolas Lenoir au château de Pouilly-lès-Dijon, sur le projet de reconstruction de l’abbaye de Cîteaux, entre 1762 et 1764, et sur celui de l’abbaye Saint-Antoine-des-Champs à Paris en 1765. Dans le même temps, il fut employé par François II Franque, architecte des Savalette à Magnanville, pour son projet (non réalisé) d'aménagement de la promenade du Peyrou à Montpellier. Enfin, entre 1765 et 1766, Huvé fut le principal collaborateur de son maître Blondel sur les projets d’urbanisme de Metz et de Strasbourg.
À l'Académie, il obtint en avril 1765 un prix d'émulation avec des « bains publics » dans l'île des Cygnes. Il délaissa l'Académie les années suivantes et n'y reparut qu'en 1770 pour emporter le Grand prix de Rome avec pour sujet « un arsenal de terre » pour lequel il proposa un plan assujetti à une trame en forme de gril, comme au monastère de l'Escurial.
Le conflit ouvert entre le marquis de Marigny et l'Académie à la suite de la nomination illégale de Charles De Wailly retarda le départ de Huvé pour l'Italie. 
Entre-temps, il s'occupa comme inspecteur des travaux de la Monnaie sous la direction de Denis Antoine avec qui il travailla entre 1767 et 1773 et dont il devait rester proche. « Dans ses souvenirs, l'architecte insiste particulièrement sur l'importance de sa formation auprès d'Antoine. Elle lui a permis de suivre les différentes étapes de la construction d'une œuvre, d'apprendre à traiter avec les commanditaires et les entrepreneurs, de faire face aux imprévus d'un chantier. L'influence d'Antoine se remarque très clairement chez Huvé. Le maître est issu d'une famille de maçons rompus aux règles de l'appareillage, il a donné à son élève le goût de la solidité et de la performance technique. Ses leçons se traduisent chez Huvé par une recherche d'austérité qui puisse rivaliser avec l'architecture des Anciens. »
En 1774, après que la Monnaie eut été dégagée de ses échafaudages sur la Seine, Huvé partit pour Rome et tint un journal de voyage. Le texte se présente sous la forme d’un manuscrit autographe de l’auteur, enrichi de cinquante aquarelles représentant des monuments de Nîmes, de Rome, de Naples et de la Sicile. Si ces aquarelles ont été réalisées en Italie, le texte n'a été rédigé que trente ans plus tard, en vue d'une publication dont l'ambition était de montrer l'Italie vue par un artiste, à la fois récit d'aventures et récit de voyage dans l'esprit du Voyage pittoresque de Naples et de Sicile de l'abbé de Saint-Non.
Sur le chemin, Huvé s'arrêta en Languedoc où il travailla pour l'évêque de Comminges,  Mgr Charles Antoine d'Osmond de Médavy. Il participa à plusieurs projets dont la reconstruction du Capitole de Toulouse, l’aménagement de maisons ou d’hôtels particuliers à Montauban et à Luchon. Il bâtit la chapelle de l’actuel collège Leclerc de Saint-Gaudens et sans doute l’actuelle sous-préfecture. Enfin, il conçut un jardin anglais au château d'Auriac, près de Carcassonne. Sur la route, il observa les édifices et les ouvrages d’art, tels que les ponts, les écluses et les grands bâtiments comme l’arsenal de Toulon ou l’Albergo dei poveri à Gênes. 
En Italie, il réalisa un aqueduc destiné à l'irrigation des terres du prince Biscari près de Catane.

### Carrière privée
Revenu en France, la carrière de Huvé bénéficia de la protection des Savalette et de leurs successeurs à Magnanville, les Tavernier de Boullongne. Pour des financiers, il édifia entre 1776 et 1780 les deux hôtels contigus de Martainville et de Bosquillon, rue de la Chaussée-d'Antin et rue de Provence. Pour le président de Dompierre d'Hornoy, qui avait épousé Louise-Sophie Savalette de Magnanville, il construisit entre 1780 et 1785 à Hornoy-le-Bourg près d'Amiens un château en brique et pierre inspiré des villas palladiennes.
Il fut choisi pour construire deux hôtels pour le vicomte de La Rochefoucauld et pour sa belle-sœur la comtesse de La Suze à l'emplacement du no 65 rue de Varenne. Comme architecte des La Rochefoucauld, il construisit la chapelle et le vestibule, orné d'un ordre dorique, du château de Montmirail. 
Huvé construisit sa propre maison, qui a été conservée à Meudon et « reste une des plus jolies folies de style Louis XVI ».

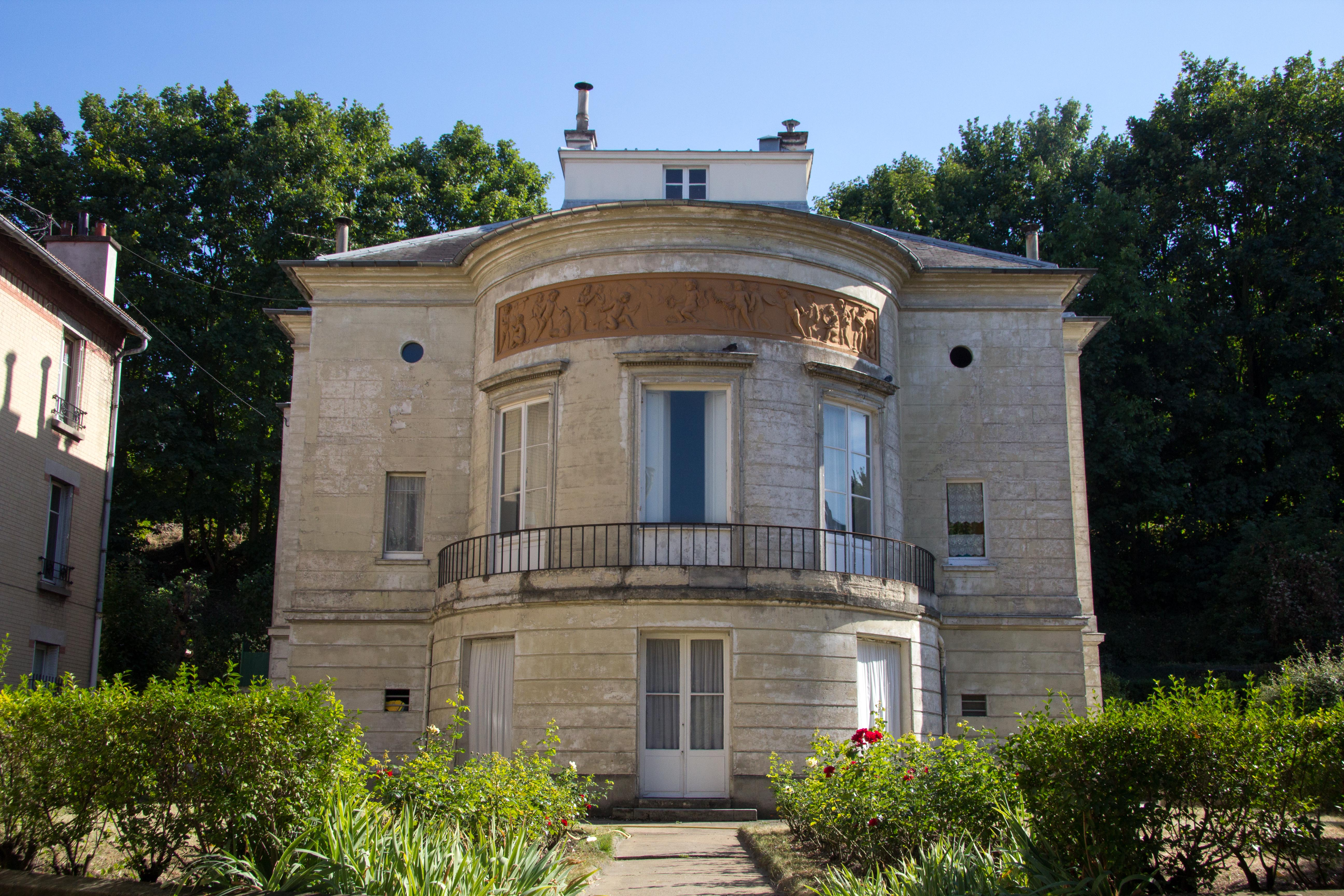
Folie Huvé à Meudon.

Huvé a également travaillé dans les Pays-Bas autrichiens. Il a conçu plusieurs projets dans la région d'Anvers qu'il est difficile de documenter. Enfin, il est très possible qu’il soit à l'origine du plan du château de Laeken, l'actuelle résidence des souverains belges, généralement attribué à Charles De Wailly.
Huvé épousa le 31 janvier 1780 à l'église Saint-Sulpice à Paris Antoinette Pucelle (1749-1829), fille de Pierre Vincent Pucelle, conseiller au Parlement de Paris, et de Françoise de Pérey. Ils eurent quatre enfants :
- Marie Jeanne Antoinette (1781-1838), qui épousa Louis François Lenormand ;
- Jean-Jacques Marie (1783-1852), architecte à qui l'on doit notamment l'intérieur de l'église de la Madeleine à Paris ;
- Antoine Charles Fortuné (1786-1810) ;
- Jacques Nicolas Augustin (1788-1820)[3].

### Inspecteur des Bâtiments du roi
Grâce à la protection du cardinal de Bernis, Huvé fut nommé inspecteur des Bâtiments du roi et affecté au département des Dehors du château de Versailles et de la Voirie de Versailles. Il transforma la Louveterie et l'intérieur de la chapelle des Récollets (détruite). En 1783, il fut au nombre de ceux à qui le comte d'Angiviller demanda des projets de reconstruction du château de Versailles. 
La même année, il fut désigné comme architecte de Madame Élisabeth au Domaine de Montreuil, sœur de Louis XVI, lorsque le roi acquit pour elle la propriété des Guéménée, dont Labrière avait eu la charge avant lui. « Huvé voulut faire régner la régularité des ordonnances là où le souci de la commodité et du confort avait prévalu ; mais Heurtier critiquait auprès de M. d'Angiviller les efforts de son confrère : "Les avantages du projet de M. Huvé portent essentiellement sur le goût, qui n'est point senti dans ce pays-ci, et je ne crois pas qu'il soit prudent de sacrifier à cet objet du goût des dépenses très fortes", – l'expression "ce pays-ci" désigne la Cour, comme dans les lettres authentiques de Mme de Pompadour. Huvé aménagea pour la princesse un appartement très agréable et le dota d'une jolie chapelle circulaire. » Chargé de reconstruire le château et d’aménager le jardin anglo-chinois, il bâtit une chapelle circulaire surmontée d’une coupole à caissons et éclairé par le sommet. 

### Après la Révolution française
Sous la Révolution, Huvé, privé de sa clientèle d'aristocrates et de fermiers généraux, se consacra essentiellement à des fonctions politiques et administratives.  
D’abord officier municipal de Versailles, il fut élu maire à la fin de 1792 avant d'être destitué sous la Terreur. On lui confia quelques missions mineures comme de transformer le Grand Commun en manufacture d’armes ou de retrouver les bijoux disparus de la comtesse du Barry, avant de l'incarcérer à la Prison des Carmes en mars 1794. Condamné à mort, il échappa à l'exécution grâce au 9 thermidor. Il retrouva par la suite ses fonctions municipales et il fut choisi pour être administrateur du château de Versailles, transformé en musée pour l'éducation du peuple. 
S'il avait cessé de construire, il exposa ses vues d'Italie au Salon et participa aux concours lancés par la Convention, puis par le Consulat. En prison, il conçut un projet pour un temple à l'Égalité et imagina une cérémonie dédiée à l'Être suprême. Il participa également au grand concours mis en place en 1800 pour construire des colonnes départementales et une colonne nationale sur la place de la Concorde.
Ses fonctions ayant été supprimées en 1801, il chercha d’abord à entrer dans les administrations du Consulat, puis se résigna à la retraite.  Entre 1801 et 1804, il publia une vingtaine d'articles dans les revues d'architecture comme le Journal des bâtiments civils, dans lesquels il se montra un partisan de la tradition française de la stéréotomie. Parallèlement, il rédigea ses souvenirs à partir de ses notes de voyage en Italie. Il mourut en 1808 au moment où Napoléon Ier pensait à faire de Versailles l'une de ses résidences.

## Réalisations et principaux projets
- Hôtel de Martainville, rue de Provence, Paris, 1776[6].
- Hôtel de Bosquillon, rue de Provence, Paris, 1776-1780.
- Hôtel de La Rochefoucauld-La Suze, no 65 rue de Varenne, Paris (détruits en 1930) : Deux hôtels particuliers complètement indépendants mais traités sur rue et jardin comme une même composition architecturale. L’escalier unique, servant d’axe de symétrie, développait sur un plan ovale deux rampes tournant l’une sur l’autre sans communiquer et desservant les deux parties de l’hôtel. L’architecte y témoignait de son talent de stéréotomiste acquis auprès de Denis Antoine[6]. Ces hôtels ont été détruits en 1930 par la compagnie d'assurance L'Urbaine de la Seine[14].
- Château de Montmirail, Montmirail (Marne) : Pour la maison de La Rochefoucauld, construction de la chapelle et du vestibule, orné de l'ordre dorique sans base de Paestum. Aménagement de la salle à manger.Jean-Jacques Huvé, dessin des poêles réalisés au Château de Montmirail pour le Duc de Doudeauville

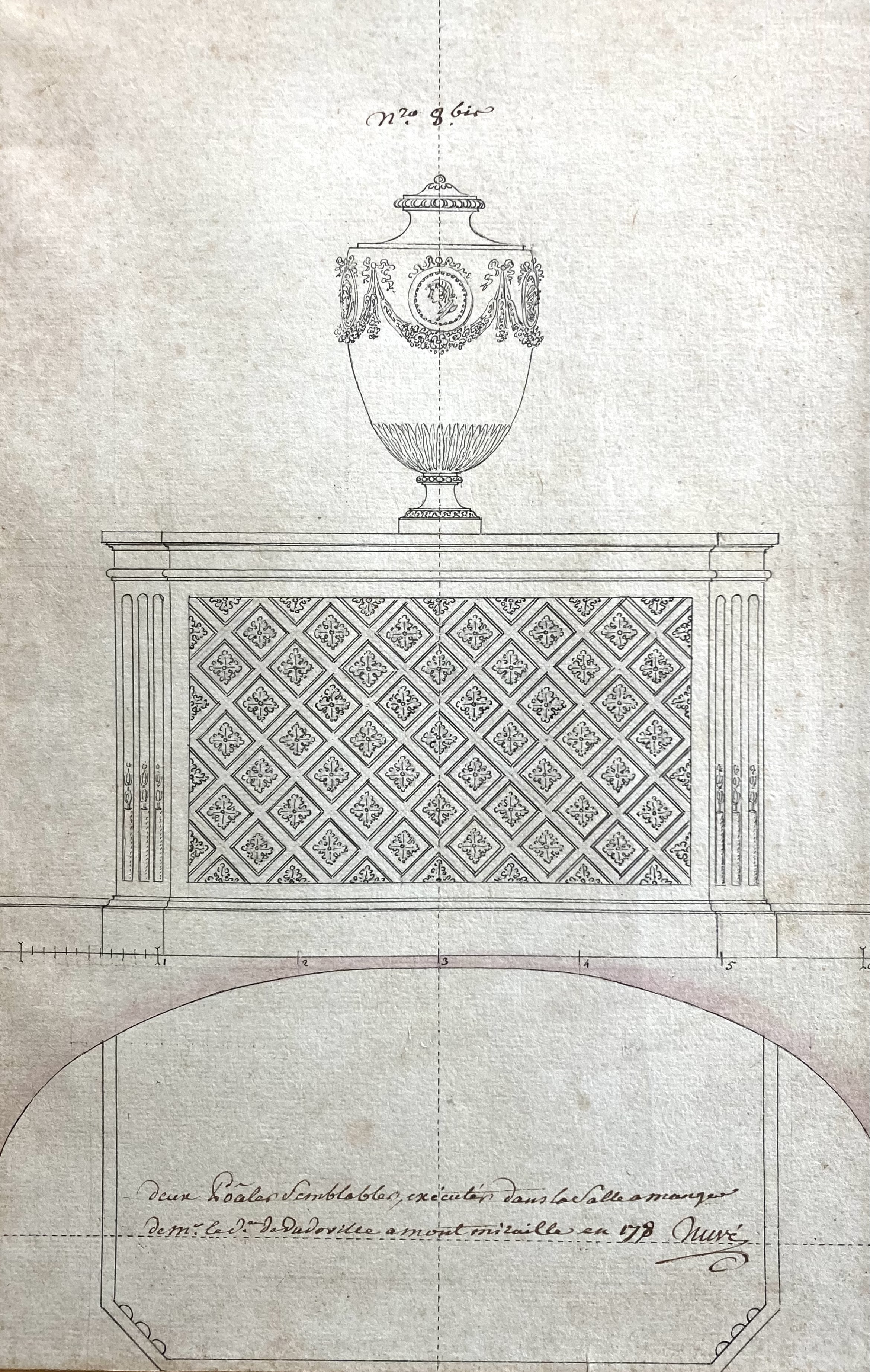
Jean-Jacques Huvé, dessin des poêles réalisés au Château de Montmirail pour le Duc de Doudeauville

- Château de Magnanville, Magnanville (Yvelines) (détruit en 1803) : Après que le château fut passé en 1767 des Savalette aux Tavernier de Boullongne, Huvé fut chargé de construire un théâtre dont les dessins sont conservés au musée Carnavalet[7].
- Château d'Hornoy, Hornoy-le-Bourg (Somme), 1780-1785 : Les plans du château furent demandés à Huvé par Alexandre Marie François de Paule de Dompierre d'Hornoy (1742-1828), petit-neveu de Voltaire et président de la première chambre des enquêtes du Parlement de Paris en 1780, à l'occasion de son mariage avec Louise-Sophie de Savalette de Flocourt de Magnanville. Les travaux furent surveillés par Jean-Charles Caron qui en rendit compte à Huvé. Krafft le décrit dans les termes suivants : « L'appartement de représentation élevé au-dessus de l'étage souterrain est d'une grande beauté ; on y remarque cinq grandes pièces très belles qui sont une antichambre, une salle à manger et trois salons pour recevoir, pour jouer et pour faire de la musique ; la salle à manger notamment qui occupe le centre du bâtiment est circulaire ; elle a beaucoup d'élévation, elle est terminée par une grande coupole éclairée d'une lanterne et décorée d'une ordonnance ionique. »[7] « Les élévations sont en brique et pierre, le plan a été comparé à celui des villas palladiennes. La rotonde a abrité de 1778 à 1806, le Voltaire nu de Pigalle »[15].
- On peut attribuer à Huvé le beau monument funéraire de la marquise de Florian, mère du président de Dompierre d'Hornoy, dans l'église d'Hornoy-le-Bourg (1783)[7].
- Folie Huvé, no 13, route de Vaugirard, Meudon (Hauts-de-Seine), 1788 : Cette maison a été publiée à deux reprises, avec des variantes, par Krafft. « Remarquable exemple de petite maison de la fin du XVIIIe siècle »[16].
- Château de Bécon, Bécon-les-Bruyères (Hauts-de-Seine) (détruit).
- Maison Hallé.
- Chapelle du séminaire (actuel collège Leclerc) de Saint-Gaudens (Haute-Garonne).
- Palais des évêques du Comminges, Alan (Haute-Garonne) : Projet de rénovation complète du palais établi en 1786 à la demande de Mgr d'Osmond. Seule fut élevée une nouvelle et vaste façade au sud, sur la place du village[17].

## Élèves
(liste non exhaustive)